# 台湾の喫煙

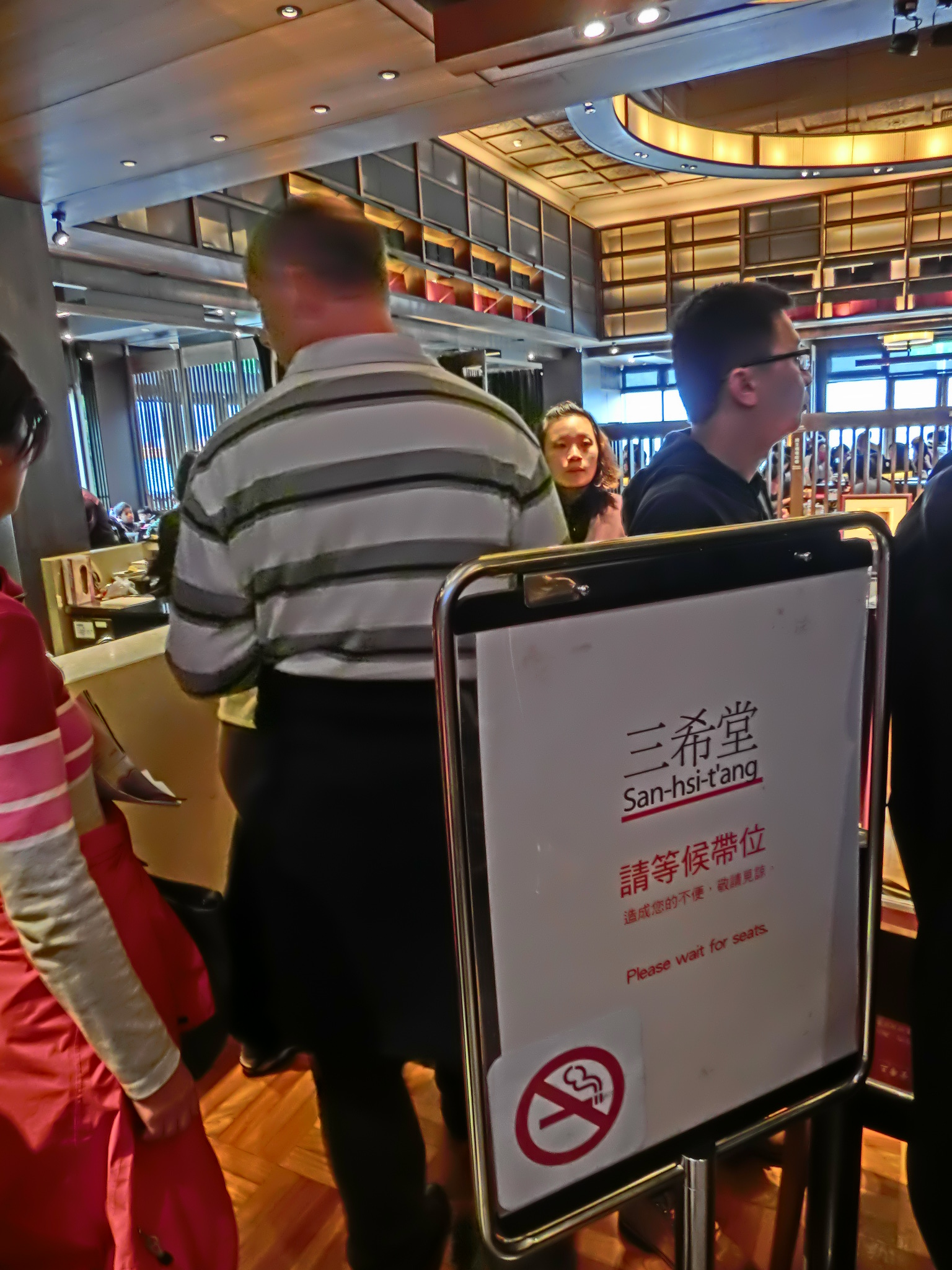
国立故宮博物院のレストランに掲示された禁煙のマーク

台湾の喫煙（たいわんのきつえん）では、台湾（中華民国）におけるたばこの規制と現状について説明する。台湾では、たばこ害防止法（中国語: 菸害防制法）によってたばこが規制されている。これにより、たばこ広告は禁止されており、すべての公共施設の屋内では禁煙が規定されている。屋内での禁煙を定めた国は、アジアの国としてはブータンに次ぐ2番目である。中華民国政府は、禁煙を車、バイク、歩行者に拡大することを検討している。 

## 喫煙率
出典2の記事によると、台湾の人口2,300万人のうち、約500万人が喫煙している。台湾の事実上の首都の台北では、喫煙率は2009年に15.3％に低下した。2010年は台北の禁煙元年となったと報じられた。 
しかし、2013年の台湾における成人喫煙率は18%と、1990年以来最も低い値となった。これは、1997年に定められたたばこ害防止法制定以来がら行われたきた政府の嫌煙活動の帰結である。

## 法律
台湾では、たばこ害防止法により次の場所での喫煙が禁止されている。 
- 高等学校とそれ以下の学校、および未成年者に教育・活動の場を提供することを主とするその他の施設[7]
- 大学、図書館、美術館、美術館、その他の文化・社会施設の屋内[7]
- 医療センター、看護施設、その他の医療機関、社会福祉施設[7]。ただし、以下の場所を除く[7]
- 1. 独立した空調設備を備えており、喫煙室外から完全に遮断された高齢者福祉施設の喫煙室[7]
- 2. 高齢者福祉施設の屋外[7]
- 行政機関、国営企業の屋内[7]
- 公共交通機関として供されている車両、タクシー、観光バス、MRT、駅、旅行者の待合室[7]
- 可燃性または爆発性の物品が製造、保管、販売されている場所[7]
- 金融機関、郵便局、通信企業の事業所[7]
- 屋内式のトレーニング施設、スポーツ施設、フィットネスクラブ[7]
- 教室、読書室、実験室、講堂、展示場、会議場（部屋）、エレベーター内[7]
- オペラハウス、映画館、視聴覚歌唱事業（カラオケ等）、情報レジャー事業（ネットカフェ等）、その他の公共レジャー娯楽施設の屋内[7]
- ホテル、ショッピングモール、飲食店、その他の公共の飲食スペース。ただし以下の場所を除く[7]
- 1. 独立した空調設備を備えており喫煙室外から完全に遮断された上記施設の喫煙所（室）[7]
- 2. 半屋外式レストラン（オープンカフェ等）[7]
- 3. シガーバー[7]
- 4. 午後9時以降に開店し、18歳（台湾における成年）以上のみが入店できるパブ、視聴覚歌唱事業[7]
- 3人以上が共用する屋内の職場[7]
- その他、官庁が指定した公共施設及び公共交通機関[7]

規定された場所のすべての入り口に目立つ禁煙表示を掲示しなければならず、施設内で喫煙用品を提供することは認められない。 
規定された場所で喫煙した際の刑罰は、2000ニュー台湾ドル以上10000ニュー台湾ドル未満である。 
喫煙室の設置等のガイドラインが所管省庁によって以下の通りに定められている。   
- 喫煙室の面積は6平方メートル以上35平方メートル以下でなければならず、また施設全体の床面積の20%を超えることはできない[10]
- 喫煙室では、喫煙・清掃・点検以外のサービスを提供してはいけない[10]
- 喫煙室は、建物の他の領域から物理的な障壁で完全に分離されなければならない
- 喫煙室の入り口は、自動で閉まる機構が付いた引き戸式でなければならない。また、人の出入りを除いては常時閉めなければならない[10]
- 「独立した空調設備」については以下の通り定められている[10]
  - 屋外に直接接続され、他の屋内スペース、空調、または換気システムから独立した排気ダクトを装備おり、新鮮な空気が供給されること[10]
  - 8パスカルの負圧がされていること[10]
  - 喫煙室の床面積1平方メートル当たり、30立方メートル毎時の喚起を行い、1時間に10回、空気の全量を置換しなければならない[10]
  - 喫煙室の排気口と禁煙区画の出入口との間は5メートル離さなければならない[10]
- 清掃または点検前後1時間は喫煙室を使用せず、その間は空調設備の電源を入れたままにしなければならない[11]

### 罰則
罰金は違反をした個人と企業の両方に科せられる。政府はホットラインを設けており、違反の証拠写真を提供してくれた市民のための報奨金制度が存在する。 

### 電子たばこ
たばこ害防止法第14条では、「たばこの形状をした飴菓子、点心、おもちゃ、またはその他のあらゆる物品（菸品形狀之糖果、點心、玩具或其他任何物品）」の製造・輸入・販売を禁じている。ここで、衛生福利部の国民健康署は電子たばこを「たばこの形状をした飴菓子、点心、おもちゃ、またはその他のあらゆる物品」とみなしているため、台湾において電子たばこを入手することはできない。旅行客が自身の電子たばこを持ち込むことも認められていない。トランジットのために一時的に台湾に入国する場合は、その旨を申告しなければならず、申告すると出国の時まで保税手荷物カウンターでその電子たばこは預けさせられる。
たばこ害防止法第14条に違反して、「たばこの形状をした飴菓子、点心、おもちゃ、またはその他のあらゆる物品」を輸入した際の刑罰は、1万ニュー台湾ドル以上5万ニュー台湾ドル未満の罰金である。